# Nikola Milojević
Nikola Milojević (Mladenovac, Serbia, 16 de abril de 1981) es un exfutbolista serbio. Jugaba de portero y último equipo fue el Smeredevo 1924 de la Superliga de Serbia.

## Selección nacional
Ha sido internacional con la Selección de fútbol de Serbia Sub-23.

## Trayectoria deportiva
| Temporadas             | Club                   | País                   | Competición            | Partidos               | Minutos |       |
| ---------------------- | ---------------------- | ---------------------- | ---------------------- | ---------------------- | ------- | ----- |
| 2003–2005              | FK Hajduk Kula         | Serbia                 | Superliga Serbia       | 1                      | 90      |       |
| 2006–2007              | Vitória Setúbal        | Portugal               | Liga Portugal          | 15                     | 1 350   |       |
| 2007–2008              | Vitória Setúbal        | Portugal               | Liga Portugal          | 6                      | 540     |       |
| 2008–2009              | Vitória Setúbal        | Portugal               | Allianz Cup            | 1                      | 90      |       |
| 2010–2011              | FK Borac Čačak         | Serbia                 | Superliga Serbia       | 29                     | 2 610   |       |
| 2011–2012              | FK Borac Čačak         | Serbia                 | Superliga Serbia       | 24                     | 2 160   |       |
| 2012–2013              | FK Borac Čačak         | Serbia                 | Superliga Serbia       | —                      | —       |       |
| 2012–2013              | FK Smederevo 1924      | Serbia                 | Superliga Serbia       | 1                      | 16      |       |
| Total Superliga Serbia | Total Superliga Serbia | Total Superliga Serbia | Total Superliga Serbia | Total Superliga Serbia | 55      | 4 876 |
| Total Portugal         | Total Portugal         | Total Portugal         | Total Portugal         | Total Portugal         | 22      | 1 980 |